# Saivres
Saivres – miejscowość i gmina we Francji, w regionie Nowa Akwitania, w departamencie Deux-Sèvres.
Według danych na rok 1990 gminę zamieszkiwały 1162 osoby, a gęstość zaludnienia wynosiła 55 osób/km² (wśród 1467 gmin regionu Poitou-Charentes Saivres plasuje się na 257. miejscu pod względem liczby ludności, natomiast pod względem powierzchni na miejscu 364.).